# Guacanagaríx
Guacanagaríx (trascrizioni alternative Guacanacaríc o Guacanagarí; fl. XV secolo) era uno dei cinque cacicchi Taíno dell'isola di Hispaniola, alla data della scoperta europea nel 1492 durante il primo viaggio di Cristoforo Colombo..
Era il capo del caciccato di Marién, che occupava il nord-ovest dell'isola.
Guacanagaríx ricevette Cristoforo Colombo dopo che Santa María fu distrutta durante il suo primo viaggio nel Nuovo Mondo e gli permise di stabilire l'insediamento di La Navidad vicino al suo villaggio. Gli spagnoli rimasti furono uccisi da una tribù rivale prima che Colombo tornasse in occasione del suo secondo viaggio.
Guacanagaríx si rifiutò di allearsi con altri cacicchi, che cercavano di espellere gli spagnoli dalla colonia di Santo Domingo e molte volte servì come informatore e spia per gli spagnoli.